# Bonkeu
Bonkeu (ou Bonke) est un village du Cameroun, appartenant à la commune de Bangangté, dans le département du Ndé et la Région de l'Ouest. Il fait partie du groupement de Bangoulap.

## Population
Lors du recensement de 2005, la population de Bonkeu était de 214 personnes.